# The Promise (película de 1969)
The Promise es una película británica de 1969, dirigida y escrita por Michael Hayes y protagonizada por John Castle, Susan Macready e Ian McKellen. Basada en la obra homónima del dramaturgo soviético Aleksei Arbuzov, su trama se centra en el triángulo sentimental formado por dos soldados rusos (Castle y Mckellen) y una campesina (Macready) durante la Segunda Guerra Mundial.